# Inhibiteur de la phosphodiestérase

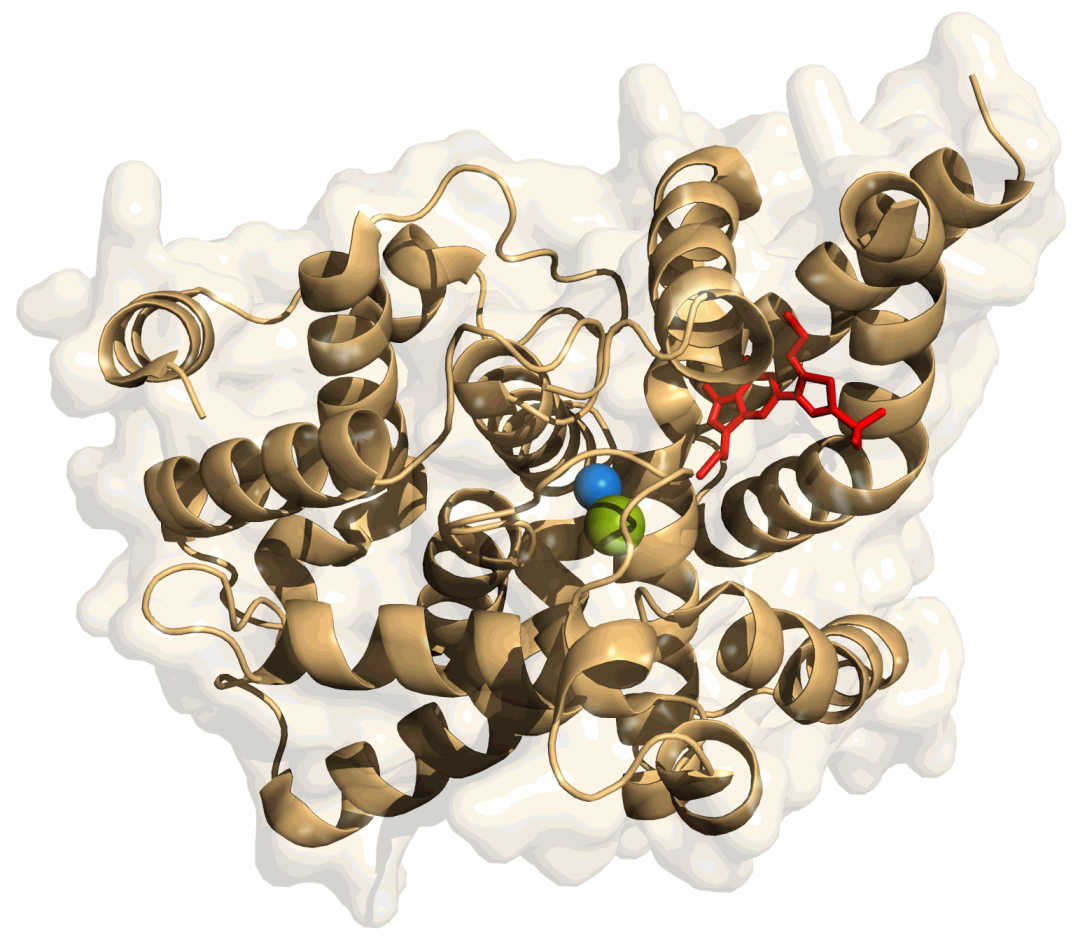
Représentation 3D de l'enzyme phosphodiestérase 5

Un inhibiteur de la phosphodiestérase est une substance qui bloque l'action d'un ou plusieurs
des cinq sous-types de l'enzyme phosphodiestérase (PDE). Elle empêche ainsi la désactivation des messagers secondaires intracellulaires, l'adénosine monophosphate cyclique (AMPc) et la guanosine monophosphate cyclique (GMPc), par les différents sous-types de PDE.

## Historique
Les différents sous-types de la phosphodiestérase sont isolés pour la première fois par Uzunov et Weiss en 1972. Peu après, Weiss découvre que ces sous-types sont inhibés par différentes substances, présentes dans le cerveau et d'autres tissus,. Il prédit dès 1977, conjointement avec Hait, l'utilisation potentielle de ces substances comme agents thérapeutiques, prédiction aujourd'hui réalisée.

## Liste des inhibiteurs

### Inhibiteurs non sélectifs
Ces inhibiteurs agissent sur tous les sous-types de phosphodiestérase.
- la caféine[5]
- le bronchodilatateur théophylline
- la 3-isobutyl-1-méthylxanthine (IBMX), utilisée en recherche pharmacologique.

### Inhibiteur de la PDE-1
- Vinpocétine
- Nimodipine

### Inhibiteur de la PDE-2
- EHNA

### Inhibiteur de la PDE-3
- L'amrinone, l'enoximone et milrinone, utilisés pour le traitement à court terme des insuffisances cardiaques. Ces substances stimulent le système nerveux orthosympathique et augmentent le débit cardiaque.
- cilostazol

### Inhibiteur de la PDE-4
- mésembrine : un alcaloïde présent dans une herbe, la sceletium tortuosum.
- rolipram : utilisé dans la recherche pharmacologique.
- Apremilast
- Roflumilast

### Inhibiteur de la PDE-5
- sildenafil, sulfoaildénafil, tadalafil et vardénafil, ainsi que les plus récents  udénafil, mirodénafil et avanafil. Ils inhibent la PDE-5, qui est responsable de la dégradation du GMPc dans les corps caverneux. Ces inhibiteurs sont généralement utilisés dans les médicaments contre l'impuissance.
- DMPPO

### Source
- (en) Cet article est partiellement ou en totalité issu de l’article de Wikipédia en anglais intitulé « Phosphodiesterase inhibitor » (voir la liste des auteurs).